# قسم ألقورات الريفي (مقاطعة بيرجند)
قسم ألقورات الريفي (بالفارسية: دهستان القورات) هي منطقة ريفية تقع في إيران في قسم. يقدر عدد سكانها بـ 8,236 نسمة .